# Picchetto (sciopero)

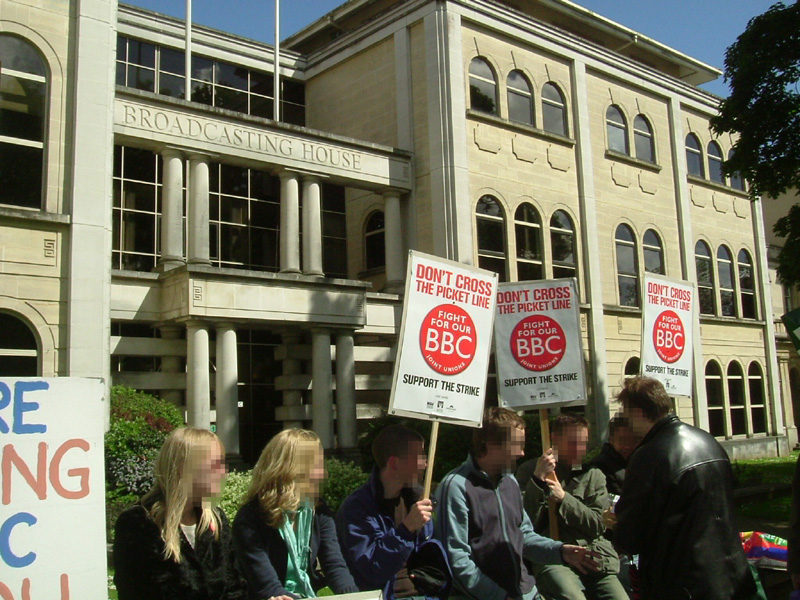
Impiegati della BBC formano un picchetto durante uno sciopero nel maggio 2005

Un picchetto è un blocco in massa dell'accesso agli edifici che ospitano fabbriche, impianti o scuole. L'azione prende anche il nome di picchettaggio. Le persone che fanno "picchetto" si dispongono in blocchi davanti all'ingresso e non fanno entrare o rendono disagevole l'ingresso a altri lavoratori, in segno di protesta e di sciopero.
A livello legale il picchettaggio è considerato di due distinte tipologie, quello di tipo persuasivo, legittimo in quanto costituisce una libera espressione del pensiero, e quello violento o coercitivo, che è illecito civilmente e penalmente.
Il picchettaggio viene impiegato a volte nei confronti dei clienti di una catena commerciale o come forma di protesta civile davanti a sedi del potere politico o economico.
Il picchetto nel linguaggio comune è anche considerato come l'assenza di gruppo eseguita volontariamente da un gruppo di studenti.

## Tipi di picchetto
Il picchettaggio informativo è il nome legale dato al picchettaggio di sensibilizzazione. Secondo il Dizionario di diritto Merriam-Webster, comporta il picchettaggio da parte di un gruppo, in genere un sindacato, che informa il pubblico su una causa che lo preoccupa. In quasi tutti i casi si tratta di una politica o pratica non gradita dell'azienda o dell'organizzazione. È una tecnica di picchettaggio popolare per gli infermieri da utilizzare al di fuori delle strutture sanitarie. Ad esempio, il 5 aprile 2006, gli infermieri dell'UMass Memorial Medical Center (UMMHC) hanno preso parte a due distinti eventi di questo tipo per proteggere la qualità del loro programma infermieristico. Il picchettaggio informativo è stato utilizzato per ottenere il sostegno pubblico e promuovere ulteriori trattative con la direzione. Può anche essere uno stimolo o un ausiliare a una petizione al governo per cercare un intervento normativo, agevolazioni, esenzioni o fondi.
Un picchetto di massa è un tentativo di radunare il maggior numero possibile di persone attorno a una linea di picchetto per dimostrare il proprio sostegno alla causa. Viene utilizzato principalmente quando il picchetto riguarda un solo luogo di lavoro o un luogo di lavoro simbolicamente o praticamente importante. A causa del numero di persone coinvolte e a seconda dei comportamenti, può trasformarsi in un blocco illegale, come un'ostruzione del diritto di passaggio o un'invasione aggravata (divieto di accesso).
Il picchetto secondario riguarda qualsiasi entità esterna economicamente connessa all'attività principale oggetto dell'azione dei lavoratori. Pertanto, include i fornitori da cui dipende l'attività oggetto del picchetto, i rivenditori che vendono i suoi prodotti, le sedi fisiche con gestione condivisa o gli azionisti di maggioranza (sedi affiliate) e le abitazioni di una qualsiasi di queste ultime. Ad esempio, durante la battaglia di Saltley Gate nel 1972 in Inghilterra, i minatori in sciopero picchettarono una cokeria a Birmingham, a cui si unirono in seguito migliaia di lavoratori delle industrie locali. Nella maggior parte delle giurisdizioni, i picchetti secondari non godono di tutte o di molte delle tutele di diritto civile previste per i picchetti primari.
Il picchettaggio secondario è illegale (nel senso che, a differenza del picchettaggio legale, può dar luogo a una causa per illecito civile) nel Regno Unito dall'entrata in vigore della sezione 17 dell'Employment Act del 1980, una legge presentata e approvata dal governo conservatore di Margaret Thatcher. Il partito laburista ha cercato di abrogare questa legge attraverso il manifesto del partito del 1987; il partito ha chiesto un dibattito su tali questioni nel manifesto successivo (1992) e ha abbandonato questa posizione sotto i manifesti di Tony Blair e dei leader successivi dal 1997 in poi. 
Un'altra tattica consiste nell'organizzare picchetti altamente mobili, in grado di presentarsi rapidamente in qualsiasi sede aziendale. Questi picchetti volanti sono particolarmente efficaci contro le aziende con più sedi che altrimenti potrebbero perseguire azioni legali di limitazione preventiva e spostare le operazioni tra le strutture se le sedi fossero note con certezza in anticipo. Il primo utilizzo altamente strategico di tali misure potrebbe essere stato l'esempio dello sciopero dei minatori del 1969 in Gran Bretagna. I picchetti volanti di solito non sono legali nel Regno Unito; i lavoratori devono picchettare solo presso il proprio posto di lavoro.
I picchetti possono intrecciarsi con campagne di boicottaggio da parte di gruppi di pressione di tutto lo spettro politico e morale. In particolare, gruppi religiosi come la Westboro Baptist Church cercano di picchettare le vetrine dei negozi locali e gli eventi che considerano peccaminosi. I manifestanti non dipendenti sono terzi rispetto all'azienda, quindi le contromisure possono essere intraprese in tribunale (o in via stragiudiziale) per interruzione del commercio, protesta illegale, diffamazione e alcuni tipi di pubblicità illegale, violazione di proprietà privata e molestia, contro i quali si contendono la libertà di espressione, di religione e/o la difesa dell'interesse pubblico. Le diverse giurisdizioni valutano questi due insiemi di diritti concorrenti in modo diverso. Il risultato globale è che le regole e gli esiti sono sensibili ai fatti (si basano strettamente sulle azioni, sulla forma, sull'oggetto, sulla durata e sui comportamenti) e sensibili alla legge (sono regolamentati in modo divergente o disciplinati dalla giurisprudenza).

## Picchetti di disturbo
Il picchetto di disturbo comprende un'ampia varietà di picchetti:
- Picchettaggio ostruzionistico che riduce o blocca fisicamente in modo significativo il flusso di persone, merci o servizi in entrata e in uscita dall'attività commerciale.
- Picchettaggio per reati contro l'ordine pubblico o la circolazione stradale che, a causa di comportamenti, sostenitori terzi o eccessi, incontra o ha il diritto di incontrare misure di polizia o di controllo da parte delle autorità locali per limitarne le attività o il sostegno in strada.
- Picchettaggio criminalmente violento o minaccioso: uso della forza (aggressione e/o danneggiamento criminale), o minacce ragionevolmente percepibili e reali di tale forza (aggressione), per ferire o intimidire sufficientemente le persone[6]. 
  - Durante lo sciopero dei minatori britannici del 1984-1985, i picchetti colpirono i crumiri con pietre, vernice e liquido dei freni. La polizia arrestò molti di questi picchetti per reati contro la persona[7][8].
- Picchettaggio vessatorio che, a causa della sua altissima frequenza, provoca gravi perdite di attività economica e/o di reputazione.

Il picchetto ostruzionistico può essere contrapposto al picchetto non ostruzionistico, in cui l'impatto sull'azienda o sull'organizzazione è probabilmente limitato alla presenza nelle vicinanze di un gruppo di persone numericamente vicino a quello degli scioperanti, che organizzano un picchetto informativo, un'assemblea o un raduno. È possibile, ma raramente consentito dal diritto del lavoro a livello globale, organizzare un picchetto informativo in un luogo pubblico presso un'azienda che non ha uno sciopero simultaneo, ovvero una protesta di lavoratori al di fuori del proprio turno.

## Legalità
Il picchettaggio, purché non causi ostruzione alla carreggiata o intimidazione, è legale in molti paesi ed è in linea con le leggi sulla libertà di riunione, ma molti paesi hanno delle restrizioni sull'uso del picchettaggio.
Dal punto di vista legale, il picchettaggio di riconoscimento applica una pressione economica a un datore di lavoro con l'obiettivo specifico di costringerlo a riconoscere problemi che interessano i dipendenti e ad affrontarli tramite la contrattazione con un sindacato. Negli Stati Uniti, questo tipo di picchettaggio, ai sensi della Sezione 8(b)(7)(A) del National Labor Relations Act, è in genere illegale se la rappresentanza non è rilevante o è indiscutibile.
Nel Regno Unito il picchetto di massa fu reso illegale dal Trade Disputes and Trade Unions Act del 1927, promosso dai leader di quello che sarebbe presto diventato il National Labour, dopo lo sciopero generale del 1926. Altrimenti il picchetto fu vietato dal Criminal Law Amendment Act del 1871, presentato dai liberali, ma è depenalizzato dal Conspiracy and Protection of Property Act del 1875, presentato dai conservatori. Il Trade Union and Labour Relations (Consolidation) Act del 1992 garantisce protezione, ai sensi del diritto civile, ai picchetti che agiscono in relazione a una controversia industriale sul posto di lavoro o nelle vicinanze e che usano il loro picchetto pacificamente per ottenere o comunicare informazioni o per persuadere qualcuno a lavorare o ad astenersi dal farlo. Tuttavia, molti datori di lavoro cercano ingiunzioni specifiche per limitare l'effetto del picchetto davanti alla loro porta se possono dimostrare un'alta probabilità di intimidazione o, in generale, su comportamenti non pacifici e/o che un numero significativo di picchetti sono o saranno con ogni probabilità non lavoratori.
Negli Stati Uniti, qualsiasi attività di sciopero era difficile da organizzare nei primi anni del 1900, ma il picchetto divenne più comune dopo il Norris-La Guardia Act del 1932, che limitò la capacità dei datori di lavoro di ottenere ingiunzioni per fermare gli scioperi, e ulteriori leggi a sostegno del diritto di organizzarsi per i sindacati. Il picchetto di massa e il picchetto secondario furono messi fuori legge dal Taft-Hartley Act del 1947. Alcuni tipi di picchetto sono protetti dalla Costituzione.
Considerando le leggi contro lo stalking come potenzialmente incoerenti con i diritti dei lavoratori in materia di picchettaggio, la prima legge anti-stalking del mondo industriale, emanata dai legislatori della California, ha inserito disposizioni che invalidano molte delle sue tutele dal "normale picchettaggio del lavoro", che è sopravvissuto a successivi emendamenti.